# Maxime Deschamps
Maxime Deschamps, né le 20 décembre 1991 à Vaudreuil-Dorion, est un patineur artistique canadien. 
Il remporte avec sa partenaire Deanna Stellato-Dudek les Championnats du monde de patinage artistique 2024 de Montréal dans la catégorie couple.

## Biographie
Maxime Deschamps naît le 20 décembre 1991 à Vaudreuil-Dorion, au Québec.

## Parcours sportif
Il commence à patiner à l'âge de 6 ans.
Aux Championnats du monde de patinage artistique 2023 de Saitama, il obtient la quatrième place dans la catégorie couple avec sa partenaire Deanna Stellato-Dudek.
Il remporte avec sa partenaire Deanna Stellato-Dudek les Championnats du monde de patinage artistique 2024 de Montréal dans la catégorie couple. Deuxième du programme libre, ils s'imposent grâce à leur programme court, exécuté sur la musique d'Entretien avec un vampire.